# Na Bahia
Na Bahia é uma canção de Herivelto Martins e Humberto Porto, gravada em 2 de maio de 1938 por Carmen Miranda, com a participação do Trio de Ouro. Foi lançada em disco, juntamente com outra música de Martins, "Meu Rádio e Meu Mulato", em agosto daquele ano pela Odeon Records.